# Huangjiaba
Huangjiaba (kinesiska: 黄家坝, 黄家坝镇) är en köping i Kina. Den ligger i provinsen Guizhou, i den sydvästra delen av landet, omkring 140 kilometer nordost om provinshuvudstaden Guiyang. Antalet invånare är 35153. Befolkningen består av 17 501 kvinnor och 17 652 män. Barn under 15 år utgör 23,0 %, vuxna 15-64 år 65 %, och äldre över 65 år 10,0 %.